# Єедаскюла
Єедаскюла (ест. Jeedasküla) — село в Естонії, входить до складу волості Виру (до адміністративної реформи 2017 року — до волості Вастселійна), повіту Вирумаа.